# Jesse Owens
James Cleveland Owens, detto Jesse (Oakville, 12 settembre 1913 – Tucson, 31 marzo 1980), è stato un velocista e lunghista statunitense, vincitore di quattro medaglie d'oro ai Giochi olimpici di Berlino 1936.
È stato il primo atleta della storia ad infrangere la barriera degli otto metri nel salto in lungo, specialità in cui è stato il primatista mondiale per 25 anni, dal 1935 al 1960, con la misura di 8,13 m. Dopo Alvin Kraenzlein, è stato inoltre il secondo atleta a vincere quattro medaglie d'oro nell'atletica leggera in una stessa edizione dei Giochi olimpici, nonché il primo ad esserci riuscito in quattro specialità rimaste canoniche (100 metri piani, 200 metri piani, salto in lungo e staffetta 4×100 metri).
Per i suoi meriti sportivi, nel 2012 è stato inserito nella IAAF Hall of Fame.

## Biografia

### L'infanzia e gli inizi
Originario dell'Alabama, a nove anni Owens si trasferì con la famiglia a Cleveland, nell'Ohio. Conobbe miseria e povertà e visse secondo la filosofia "arrangiarsi per vivere", come altri milioni di ragazzi neri nel periodo della Grande depressione americana. Il nome Jesse gli venne dato da un'insegnante di Cleveland che non comprendeva il suo slang con un forte accento del sud, quando il piccolo James Cleveland disse di chiamarsi J.C..
Studente delle scuole tecniche, dopo la scuola lavorò in un negozio di scarpe e, quando aveva tempo, si allenava nella corsa, sport da lui molto apprezzato. Nel 1933, ai campionati nazionali studenteschi, catturò improvvisamente l'attenzione di tutto il mondo sportivo con grandi prestazioni nella velocità e nel salto in lungo; questo gli fece ottenere l'ammissione nell'Università statale dell'Ohio, in realtà annunciata ufficialmente solo dopo che il padre ebbe ottenuto un posto di lavoro sicuro. Poté allora cominciare a dedicarsi seriamente all'atletica.
Il 25 maggio 1935, nell'arco di 45 minuti, al Big Ten meet di Ann Arbor, nel Michigan, stabilì i record mondiali di salto in lungo con la misura di 8,13 m (record destinato a durare fino al 1960), 220 iarde piane in rettilineo (20"3), 220 iarde a ostacoli in rettilineo (22"6, primo uomo a scendere sotto i 23"), ed eguagliò quello delle 100 iarde (9"4); da notare che i due record sulle 220 iarde erano validi anche per i 200 metri, sia piani che a ostacoli, per cui in realtà i record mondiali stabiliti o eguagliati da Owens in quella memorabile giornata furono sei.

## Il trionfo alle Olimpiadi del 1936
Owens vinse quattro medaglie d'oro ai Giochi olimpici di Berlino: il 3 agosto vinse i 100 m piani, il 4 agosto il salto in lungo, il 5 agosto i 200 m piani e il 9 agosto la staffetta 4×100 m. Owens, sazio di successi (e ignaro del fatto che stava per stabilire un record storico) era pronto a rinunciare alla staffetta per lasciare il posto alle riserve. Dichiarò: "Ho già vinto tre medaglie d'oro. Lasciamoli gareggiare, se lo meritano!". Ma i suoi dirigenti, che vollero mettere in campo la squadra migliore, gli ordinarono di rimanere in pista.
Dopo essere stato aggiunto alla squadra della staffetta, il 9 agosto concluse le sue fatiche olimpiche con la vittoria in quest'ultima specialità. Il suo record di quattro ori in una stessa Olimpiade (nell'atletica leggera) fu eguagliato soltanto ai Giochi olimpici di Los Angeles 1984 dal connazionale Carl Lewis, che vinse quattro ori nelle stesse gare.

### Il presunto mancato saluto di Hitler
Ai Giochi olimpici di Berlino è legato un controverso episodio che vide protagonisti Jesse Owens e Adolf Hitler. Nel pomeriggio di quel 4 agosto, infatti, allo stadio olimpico era presente anche il Führer. Di fronte alla vittoria nel salto in lungo di Owens contro il tedesco Luz Long (il migliore atleta tedesco, nonché amico di Owens), si disse che il Führer, indispettito, avesse lasciato lo stadio per non stringere la mano all'atleta afroamericano. Successivamente, come scrisse nella sua autobiografia The Jesse Owens Story, Owens stesso raccontò come Hitler si alzò in piedi e gli fece un cenno con la mano:
(Jesse Owens, The Jesse Owens Story, 1970.)
Il fatto venne confermato anche da Eric Brown (1919–2016), pilota della Fleet Air Arm, che nel 2014 dichiarò in un documentario della BBC:
(Eric Brown, Britain's Greatest Pilot: The Extraordinary Story of Captain Winkle Brown)

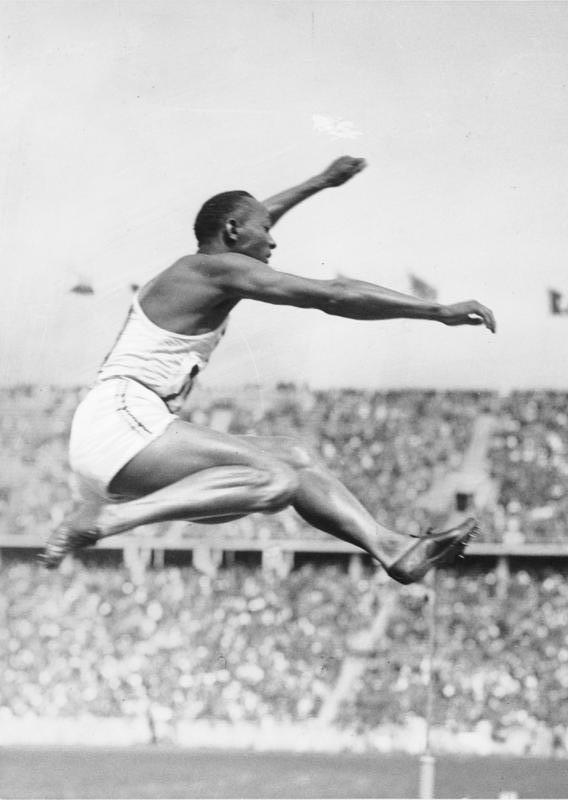
Owens durante la gara di salto in lungo a '

Il presidente dell'epoca, Franklin Delano Roosevelt, in quel periodo impegnato nelle elezioni presidenziali negli Stati Uniti d'America del 1936 e preoccupato della reazione degli Stati del sud, ricevette alla Casa Bianca solo gli atleti bianchi e nessuno dei diciotto atleti afroamericani che avevano gareggiato ai Giochi olimpici di Berlino. Owens quindi si iscrisse al Partito Repubblicano, facendo campagna per il suo candidato alla presidenza per il 1936 Alf Landon.

## Dopo Berlino

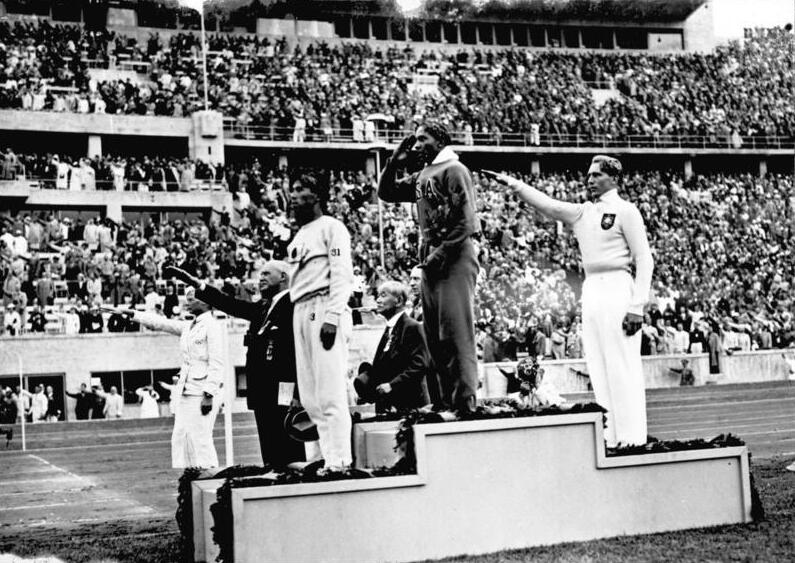
Berlino, 1936: per il salto in lungo sul gradino più alto c'è Jesse Owens, a destra Luz Long riceve la medaglia d'argento e a sinistra Naoto Tajima quella di bronzo

Dopo Berlino passò al professionismo, disputando anche gare ad handicap. Owens concedeva ai velocisti locali dieci o venti iarde di vantaggio, battendoli ugualmente sulla distanza delle 100 iarde. Inoltre sfidò e sconfisse dei cavalli da corsa, anche se con un trucco, che consisteva nel correre contro dei veri e propri purosangue che si sarebbero spaventati con il colpo di pistola dello starter, concedendogli un buon vantaggio. Poi passò all'insegnamento.
Nel dopoguerra cominciò un nuovo lavoro come preparatore atletico della famosa squadra di pallacanestro degli Harlem Globetrotters, scendendo anche lui sul parquet e dando dimostrazioni dello scatto dai blocchi e della tecnica di passaggio degli ostacoli.
Nel 1955 il Presidente Dwight Eisenhower, repubblicano ed ex atleta, lo nominò "Ambasciatore dello Sport".
Nel 1976 venne insignito del collare d'argento dell'Ordine Olimpico per il suo affronto al razzismo nelle Olimpiadi del 1936 e nello stesso anno venne premiato con la Medaglia presidenziale della libertà, il massimo titolo per un civile americano, dal presidente degli Stati Uniti Gerald Ford, che lo omaggiò con queste parole:
Per tutta la vita egli attribuì il successo della sua carriera all'incoraggiamento di Charles Riley, il suo allenatore di atletica delle scuole medie, che lo aveva preso dal cortile della ricreazione e messo nella squadra di atletica (si veda Harrison Dillard, un atleta di Cleveland ispirato da Owens).
Owens morì di cancro ai polmoni all'età di 66 anni a Tucson, Arizona. È sepolto nell'Oak Woods Cemetery, di Chicago.
Il 13 aprile 1980 gli è stato dedicato un asteroide scoperto: il 6758 Jesseowens. Nel 1984 una strada di Berlino che passa davanti allo Stadio Olimpico, venne ribattezzata in suo onore e il 28 marzo 1990 gli fu assegnata postuma la Medaglia d'oro del Congresso dal presidente statunitense George H. W. Bush.
Nel dicembre 2013, una delle medaglie vinte da Owens ai Giochi olimpici di Berlino 1936 è stata battuta all'asta al milionario Ron Burkle per 1,4 milioni di dollari.

## Vita privata
Nel 1935 sposò Minnie Ruth Solomon (1915-2001), con cui rimase fino alla morte. Insieme ebbero tre figlie: Gloria (1932), Marlene (1937) e Beverly (1940).

## Palmarès

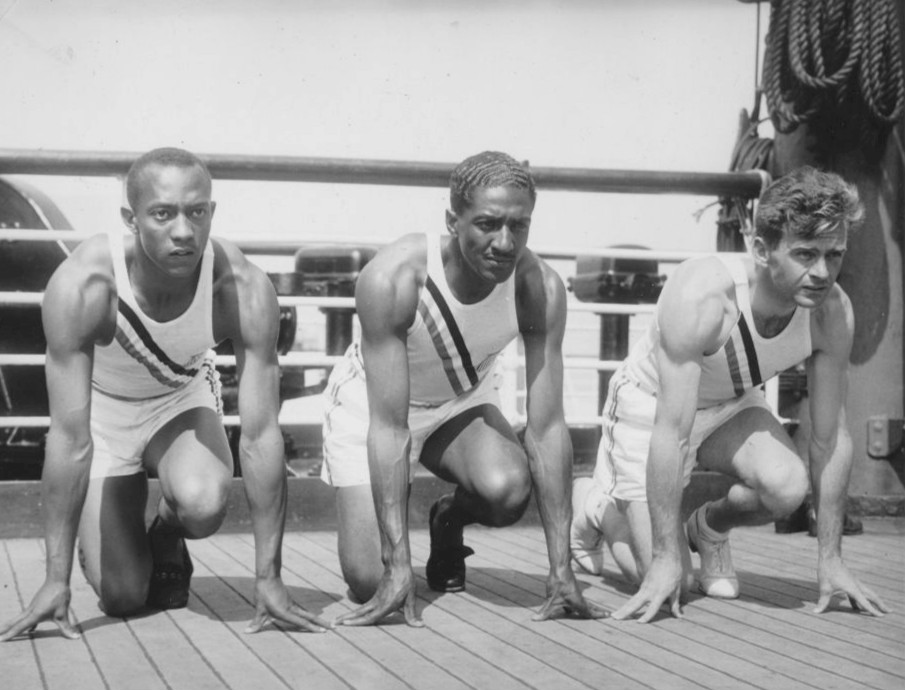
Jesse Owens (a sinistra) con i connazionali Ralph Metcalfe e Frank Wykoff sul ponte del S.S. Manhattan in partenza per Berlino.

| Anno | Manifestazione  | Sede    | Evento         | Risultato | Prestazione | Note            |
| ---- | --------------- | ------- | -------------- | --------- | ----------- | --------------- |
| 1936 | Giochi olimpici | Berlino | 100 m piani    | Oro       | 10"3        | w               |
| 1936 | Giochi olimpici | Berlino | 200 m piani    | Oro       | 20"7        | Record mondiale |
| 1936 | Giochi olimpici | Berlino | Salto in lungo | Oro       | 8,06 m      | Record olimpico |
| 1936 | Giochi olimpici | Berlino | 4×100 m        | Oro       | 39"8        | Record mondiale |

## Jesse Owens nella cultura di massa
- Alla sua vita è dedicato il film Race - Il colore della vittoria, uscito nel 2016 e diretto da Stephen Hopkins.[13]